# Mikołaj I Andegaweński
Mikołaj Anjou, Mikołaj I Andegaweński, fr. Nicolas de Lorraine (ur. 1448 w Nancy, zm. 27 lipca 1473 tamże) – drugi syn (czwarte i ostatnie dziecko) Jana II Andegaweńskiego, księcia Lotaryngii, i jego żony – Marii de Burbon, córki Karola I, księcia de Burbon.
W 1470 zastąpił swojego nadal żyjącego ojca, jako książę Lotaryngii, tym samym otrzymał również tytuł markiza Pont-à-Mousson, księcia Kalabrii, księcia Girony oraz następcy tronu Bar, Neapolu i Aragonii. Nigdy się nie ożenił, ale miał jedną nieślubną córkę – Małgorzatę (Marguerite), która poślubiła Jana IV de Chabannes, hrabiego Dammartin (zm. 1503). Mikołaj był zaręczony z Anną de Beaujeu, księżniczką francuską, wicehrabina Thouars, i używał jej tytułu.
Po jego śmierci tytuł księcia Lotaryngii przeszedł na kuzyna Mikołaja – René II, syna Jolanty Andegaweńskiej (córki René I i Izabeli Lotaryńskiej).